# Kihikihi (Neuseeland)

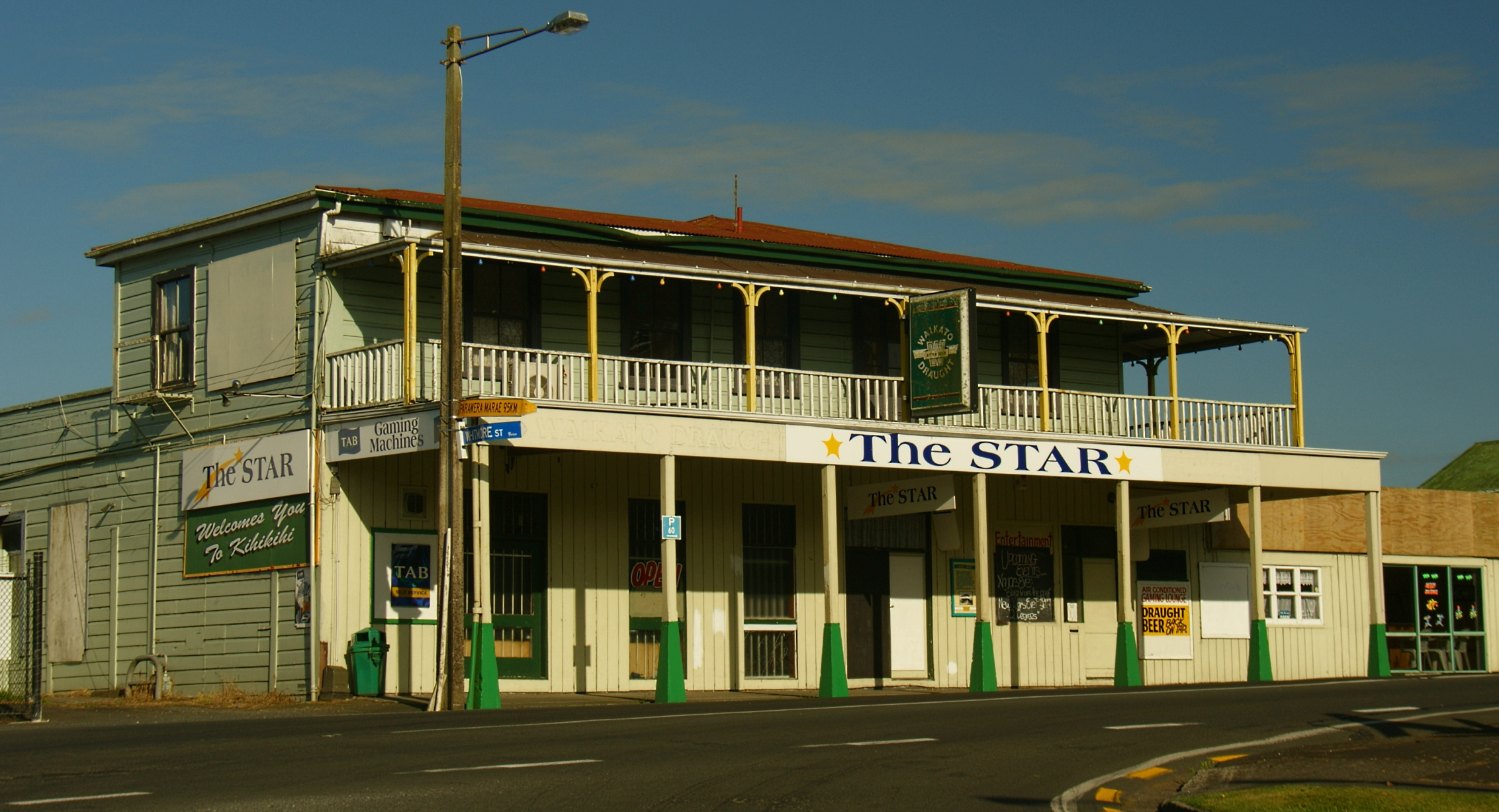
Kihikihi Star Hotel

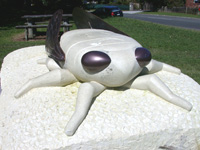
Zikaden-Skulptur in Kihikihi

Kihikihi ist eine Kleinstadt im Waipa District der Region Waikato auf der Nordinsel von Neuseeland.

## Namensherkunft
Kihikihi ist in der Sprache der Māori der Name der Zikade (Melampsalta cingulata) und imitiert die Laute dieser Tiere. Eine große Zikade wurde an der nördlichen Zufahrt des Ortes aufgestellt.

## Geographie
Kihikihi befindet sich rund drei Kilometer südöstlich von Te Awamutu und rund 25 km südwestlich von Cambridge in der weiten Ebene des Punui River. Hamilton befindet sich rund 27 km nördlich des Ortes.

## Geschichte
Der Ort war in den 1860er Jahren Zentrum des Stammes der Ngāti Maniapoto.

## Bevölkerung
Zum Zensus des Jahres 2013 zählte der Ort 1974 Einwohner, drei Einwohner mehr als zur Volkszählung im Jahr 2006.

## Infrastruktur

### Straßenverkehr
Durch Kihikihi führt der New Zealand State Highway 3, der den Ort mit Te Awamutu und Hamilton im Norden und Otorohanga im Südwesten verbindet.

### Schienenverkehr
Die Strecke des North Island Main Trunk Railway passiert Kihikihi 4 km westlich, jedoch ohne für den Ort direkt verkehrstechnisch relevant zu sein. Zugang zu dem Bahnnetz ist über Te Awamutu möglich.

## Sport
Auf dem Mehrzwecksportgelände in Kihikihi finden nationale and internationale Reitsportveranstaltungen statt, wie der Eventing World Cup und der Fédération Équestre Internationale (FEI).

## Persönlichkeiten
- John Rochford (1832–1893)[4], Landvermesser, starb im Star Hotel und ist auf dem Friedhof des Ortes begraben. Er war einer der Ersten, die die Trassen der heutigen Bahnstrecken auf der Nord- und Südinsel vermessen hat.
- Rewi Manga Maniapoto (1807–1894), Māori-Häuptling lebte in Kihikihi, wo sich heute das Rewi Maniapoto Reserve mit einem Denkmal befindet.